# Cima di Campo
La Cima di Campo (Turnerkamp o Turnerkamm in tedesco - 3.418 m s.l.m.) è una montagna delle Alpi della Zillertal. Si trova lungo la linea di confine tra l'Italia e l'Austria.

## Toponimo
Il nome tradizionale della montagna è attestato nel XIX secolo come Turner Kamp e significa letteralmente "cresta del tuono" (in tedesco "Donnerkamm"). Il nome italiano, creato da Ettore Tolomei, misconosce questa base etimologica e ritiene erroneamente che "-kamp" (che è la forma dialettale di "-kamm") significhi "campo".

## Salita alla vetta
Dal versante austriaco si può salire sulla vetta partendo dalla Berliner Hütte.